# 창신초등학교 (경기)
창신초등학교는 대한민국 경기도 평택시에 있는 공립 초등학교이다.

## 학교 연혁
- 1967.03.02 오성초등학교 창신분교장 개설
- 1969.03.02 창신초등학교 개교
- 1985.03.11 창신초등학교병설유치원 개원
- 2012.09.26 체육관(한울관) 개관
- 2012.12.27 도서실(누리봄) 구축
- 2013.06.24 청소년종합예술제 평택예선대회(사물놀이 앉은반 우수, 국악기악합주 우수)
- 2013.12.05 체육교육 우수교 교육감 표창
- 2013.12.31 2013초등창의지성교과특성화 우수교 교육감 표창
- 2014.03.01 제17대 석준모교장선생님 부임
- 2014.02.13 제45회 졸업식 (남6, 여5 계 11명)
- 2015.03.01 초등 6학급 편성(유치원 1학급 편성)